# Árabe bagdadiano

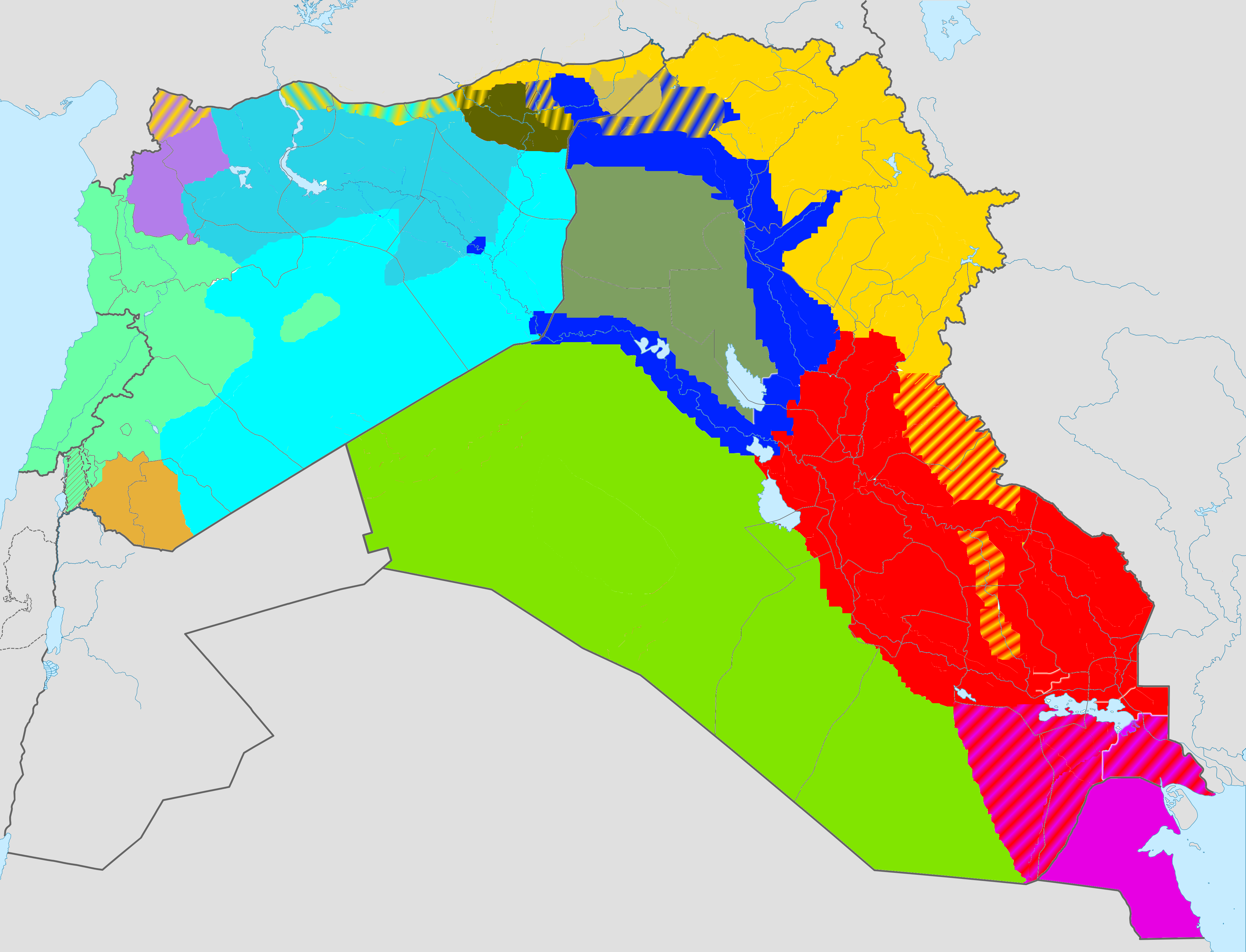
Em vermelho, o árabe bagdadiano

O árabe bagdadiano ou árabe muçulmano baghdadi é uma variante do árabe mesopotâmico falada em Bagdá, a capital do Iraque. Durante o século XX, tornou-se a língua franca do país, utilizada principalmente no comércio e na educação.
Uma característica sociolinguística interessante do árabe baghdadi é a existência de três subdialetos distintos: o árabe muçulmano bagdadiano, o árabe judeu bagdadiano e o árabe cristão bagdadiano. O árabe muçulmano bagdadiano pertence a um grupo chamado dialetos gilit, enquanto o árabe judeu bagdadiano e o árabe cristão bagdadiano pertencem aos dialetos qeltu - ou seja, estes dois estão ligado à variante mesopotâmio setentrional falada ao norte do país do que com o árabe iraquiano (também conhecido como mesopotâmio meridional). Esta é uma das razões para o árabe muçulmano de Bagdá ser considerado como árabe iraquiano padrão. 
Até a década de 1950, o árabe baghdadi continha um grande estoque de termos tomados do inglês, do turco, do persa ou do curdo. Também deve ser mencionada a inclusão de elementos mongóis e turcos na variante árabe de Bagdá, devido ao papel político de uma sucessão de dinastias mongol-turcas na história do Iraque depois que a cidade foi invadida por colonizadores mongol-turcos em 1258 que fez o Iraque se tornar parte do Ilcanato. 
Durante as primeiras décadas do século XX, quando a população de Bagdá era inferior a um milhão de habitantes, alguns bairros centrais da cidade tinham suas próprias características distintas de fala mantidas por gerações. Desde a década de 1960, com o movimento populacional dentro da cidade e o influxo de um grande número de pessoas vindas principalmente do sul, o árabe bagdadiano tornou-se mais padronizado e passou a incorporar algumas características de dialetos beduínos rurais e tomou emprestado termos do árabe moderno padrão.
Características distintas do árabe muçulmano baghdadi incluem o uso de 'ani' em oposição ao fusha 'ana' que significa 'eu sou/estou' e a adição do sufixo 'ich' a verbos com objetos femininos diretos, por exemplo 'ani gilitlich' significa 'eu te disse', enquanto os falantes do árabe mesopotâmio setentrional dizem: 'ana qeltolki'. 